# 威斯特徹斯特尼克
威斯特徹斯特尼克（英語：Westchester Knicks），是一支位於美國纽约州白原市的NBA发展联盟籃球隊，分屬於发展联盟的東部賽區，主場為Westchester County Center。

## 球隊紀錄
|  |
|  |

## 外部連結
- 官方網站 （页面存档备份，存于）

1. ↑  . GLeague.NBA.com (新闻稿). NBA Media Ventures, LLC. August 20, 2019  [September 19, 2019]. （原始内容存档于2021-05-21）.